# 스페인의 마리아
스페인의 마리아(María de Austria, 1528년 6월 21일 ~ 1603년 2월 26일)는 신성 로마 제국의 황제 막시밀리안 2세의 황후이다. 신성 로마 제국의 황제 카를 5세와 포르투갈의 이사벨라 사이에서 태어난 장녀이다. 루돌프 2세와 마티아스의 어머니이기도 하다. 남편이 죽은 뒤에는 스페인으로 돌아와 데스칼사스 레알레스 수도원을 만들고 그곳에서 죽었다.

## 자녀
- 안나(1549~1580) 스페인 왕비(펠리페 2세와 결혼)
- 페르디난트(1551~1552)
- 루돌프 2세(1552~1612)
- 에른스트(1553~1595)
- 엘리자베트(1554~1592) 프랑스 왕비(샤를 9세와 결혼)
- 마리아(1555~1556)
- 마티아스(1557~1619)
- 남아(1557)
- 막시밀리안 3세(1558~1618)
- 알브레히트(1559~1621) 네덜란드 총독
- 벤첼(1561~1578)
- 프리드리히(1562~1563)
- 마리아(1564)
- 카를(1565~1566)
- 마르가레테(1567~1633)
- 엘레오노레(1568~1580)